# Брансон (Мисури)
Брансон (енгл. Branson) град је у америчкој савезној држави Мисури.

## Демографија
По попису из 2010. године број становника је 10.520, што је 4.47 (73,9%) становника више него 2000. године.
| Група             | 2000.         | 2010.         |
| Белци             | 5.569 (92,0%) | 8.956 (85,1%) |
| Афроамериканци    | 51 (0,8%)     | 207 (2,0%)    |
| Азијати           | 43 (0,7%)     | 159 (1,5%)    |
| Хиспаноамериканци | 258 (4,3%)    | 928 (8,8%)    |
| Укупно            | 6.050         | 10.520        |